# Khusrau Mirza
Khusrau Mirza (Urdu خسرو مِرزا, Hindi ख़ुसरो मिर्ज़ा; * 16. August 1587 in Lahore; † 26. Januar 1622 in Agra) war der älteste Sohn des Mogul-Herrschers Jahangir und älterer Bruder Shah Jahans.

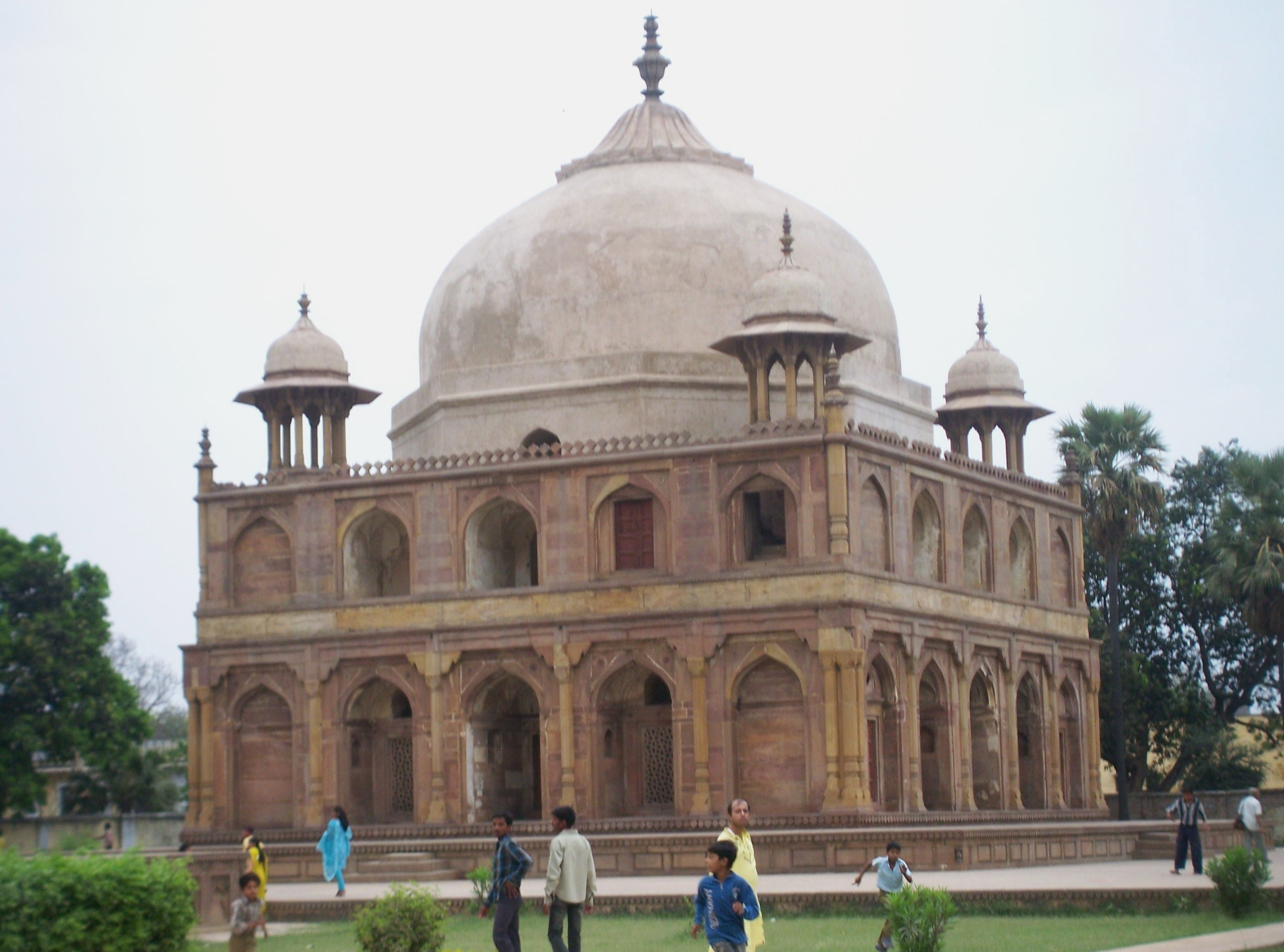
Grabmal Khusraus in Prayagraj

## Leben
Über die Jugendjahre Prinz Khusraus ist nichts bekannt. Im April des Jahres 1607 rebellierte er gegen seinen alkohol- und opiumsüchtigen Vater, der erst im Oktober 1605 die Macht übernommen hatte. Er stellte – unter dem Vorwand, das Grab bzw. das im Bau befindliche Grabmal seines Großvaters Akbar I. in Sikandra besuchen zu wollen – einen Trupp von 350 Reitern zusammen. In Mathura und Panipat stießen weitere Truppenteile zu ihm; in Taran Taran (Punjab) holte er sich den Segen von Guru Arjan Dev, dem 5. Guru der Sikhs, die zur damaligen Zeit – auch und gerade unter den Muslimen – zunehmend an religiösem und politischem Einfluss gewannen.
Er belagerte die Stadt Lahore, das politische Zentrum des Mogul-Reichs im Norden Indiens, doch schon bald rückte sein Vater mit einer Heeresabteilung an und schlug die Truppen Khusraus und seiner Verbündeten in der Schlacht von Bhairowal. Prinz Khusrau versuchte nach Kabul zu fliehen, doch wurden er und sein Gefolge bei der Überquerung des Flusses Chenab gefasst. Kurz darauf wurden seine Gefährten gepfählt, er selbst wurde nach Agra gebracht, wo er – nach einer erneuten Verschwörung gegen seinen Vater – im folgenden Jahr geblendet wurde – ein Teil seines Sehvermögens blieb jedoch erhalten.
In den Folgejahren wurde Prinz Khusrau auf den Reisen und Feldzügen Jahangirs mitgeführt, doch hatte er auf den Großmogul eine deprimierende Wirkung. Jahangir selbst schreibt in seinen Tagebuchaufzeichnungen, dass Khusraus Erscheinung „keinerlei Zeichen von Offenheit und Glücklichsein“ zeige und „sein Geist ... immer voller Trauer und Niedergeschlagenheit“ sei. Im Jahr 1616 wurde Khusrau Asaf Khan, dem älteren Bruder Nur Jahans und Schwager sowie engem Vertrauten Jahangirs, übergeben. Vier Jahre später übergab dieser ihn an Prinz Khurram, den späteren Mogulkaiser Shah Jahan, der ihn jedoch im Jahr 1622 ermorden ließ. Khusrau Mirza erhielt ein würdiges Grabmal in einer später nach ihm benannten Gartenanlage (Khusrau-Bagh) in Prayagraj, also fernab vom Mogulhof.

## Nachwirkungen
Prinz Khusrau hatte vier Söhne aus zwei Ehen. Einer seiner Söhne, Prinz Dewar, wurde nach dem Tode Jahangirs (28. Oktober 1627) kurzzeitig zum Mogulherrscher proklamiert. Dies geschah auf Anraten Asaf Khans, der dadurch letztlich den Thronanspruch für Shah Jahan sicherte, der erst am 30. Dezember 1627 zum Kaiser ausgerufen werden konnte. Am 23. Januar 1628, also weniger als einen Monat später, ließ Asaf Khan auf Befehl Shah Jahans, der ihn aus der Welt schaffen wollte, Dewar und andere mögliche Thronprätendenten bzw. -usurpatoren hinrichten.